# Annichen Kringstad
Annichen Cecilie Kringstad, född 15 juli 1960 i Oslo i Norge, är en svensk tidigare orienterare på elitnivå, som var framgångsrik under 1980-talet. Med sina sex VM-guld är hon en av Sveriges genom tiderna mest framgångsrika orienterare.

## Biografi

### Bakgrund
Kringstad föddes i Norge och flyttade med familjen till Sverige i två års ålder. Efter Dals Långed bodde familjen ett tag i Norge igen, därefter i Västerbotten och sedan i värmländska Säffle, innan hon som elvaåring började syssla med orientering. Då var hon knuten till Säffle OK. Efter åtta år med den klubben bytte hon 1979 till OK Ravinen, i samband med att hon flyttade till Stockholm.
Ett år sedan gick flyttlasset till Dalarna och Borlänge. Den lokala orienteringsklubben Stora Tuna IK genomförde en satsning på kvinnlig orientering, och den unga Annichen Kringstad var en av klubbens största talanger.

### Framgångar och friidrott
Kringstad vann guld i tre VM på rad; hon tog guld både individuellt vid tävlingarna 1981, 1983 och 1985. Åren 1980 till 1985 tog hon totalt tolv SM-guld (klassisk, lång, natt och budkavle), och åren 1981–1986 segrade hon i O-ringen fem gånger av sex möjliga. För år 1981 blev hon tilldelad både Bragdguldet och Jerringpriset. Hon utsågs till Årets idrottskvinna åren 1981 och 1985.
Annichen Kringstad tävlade ibland även i friidrott. 1984 tog hon silver vid SM i maraton.

### Efter den aktiva karriären
Hon var åren 2011–2012 (eller 2010–2012) kommunikationschef på Svenska Orienteringsförbundet. Därefter har hon arbetat som reseledare.
Kringstad deltog 2012 i TV-tävlingen Mästarnas mästare och kom på femte plats.

## Meriter

### VM
- 1981 guld, individuella distansen

- 1981 guld, stafett
- 1983 guld, individuella distansen
- 1983 guld, stafett
- 1985 guld, individuella distansen
- 1985 guld, stafett

### NM
Vid JNM tog hon sammanlagt tre medaljer. Vid seniorernas nordiska mästerskap erövrade hon två medaljer – stafettguld 1982 och ett stafettbrons 1984.

### SM
Totalt erövrade Kringstad, mellan åren 1978 och 1985, 14 orienteringsguld vid JSM och SM.

## Utmärkelser
- Svenska Dagbladets guldmedalj 1981
- Jerringpriset 1981
- Årets idrottskvinna 1981 och 1985

### Fotnoter
1. ↑  Källan på Orientering.nu är motsägelsefull.